# John Burton Cleland
John Burton Cleland, né le 22 juin 1878 à Walkerville et mort le 11 août 1971 à Norwood, est un naturaliste, microbiologiste, mycologue, pathologiste et ornithologue australien.

## Biographie
Professeur de pathologie à l'université d'Adélaïde, il a été consultant sur diverses enquêtes de police comme l'affaire Taman Shud.
Le Cleland Conservation Park (en) est nommé en son honneur.